# Margarita Xhepa
Margarita Xhepa (cincarski: Margarita Gepa; Lushnjë, 2. travnja 1932. – Tirana, 3. travnja 2025.) bila je albanska glumica, poznata kao jedna od velikih dama albanske kinematografije i kazališta. Glumila je i u novijim filmovima kao što je Firdus in Bolero ne vilen e pleqve, temeljenom na istoimenom romanu Fatosa Kongolija.

## Rani život
Margarita je Cincarka po narodnosti. Rođena je u Lushnjë, u Albaniji, kao Margarita Prifti u obitelji Zoija i Marijë Prifti. Majka joj je umrla kada je imala devet godina. Odmalena je voljela albansku poeziju, a učiteljica ju je poticala da ide na satove glume. Gëzim Libohova, poznati učitelj drame u to vrijeme na kulturnom institutu u Lushnjëu, tražio je među lokalnim školama odgovarajuću kombinaciju za ulogu mlade Ruskinje u kazališnoj predstavi. Kako je vidio Margaritu, odmah je odabrao nju zbog plave kose i plavih očiju. Predstava je bila toliko uspješna da je premijerno izvedena iu Fieru i Beratu.
Nakon završene osnovne škole prijavila je poznati Liceu Artistik (Umjetnička škola.) u Tirani, odjel za dramu.

## Karijera
Karijeru je započela u Tirani, u Narodnom kazalištu. Tamo je između ostalih glumila u dramama Antona Čehova, Friedricha Schillera i Nikolaja Gogolja. Predstavila je prvi Festivali i Këngës 1962.
Proglašena je narodnom umjetnicom Albanije .

## Međunarodni uspjeh
Glumica je nagrađena nagradom Actor Of Europe na 19. Međunarodnom kazališnom festivalu. Glavnu nagradu za glumačko ostvarenje dobila je jedna od najznačajnijih glumica na širem prostoru balkanskog teatra, za ulogu Gospe Majke u predstavi Tko je doveo Doruntina u režiji Laerta Vasilija.

## Filmografija
- Unë Jam Lepuri (1999.)
- 4 Nënat e Lepurit dhe Uznova '95 (1995.)
- E dashur Armike (1993.)
- E Zeza e Nënës (1993.)
- E shtuna e 11 Korrikut Xhiro (1992.)
- Gjyshja dhe Motra (1992.)
- Nositi (1990.)
- Uznova '89 (1989.)
- Këngët Të Zemrës (1987.)
- Vrasje Në Gjueti (1987.)
- Rrethi i Kujtesës (1987.)
- Fjalë pa Fund (1987.)
- Dhe Vjen Një Ditë dhe Gabimi (1986.)
- Gurët e shtëpisë sime (1985.)
- Militanti (1984.)
- Apasionata (1983.)
- Dora e ngrohtë (1983.)
- Shokët (1982.)
- Dita e parë e emrimit (1981.)
- Me hapin e shokëve (1979.) (TV.)
- Dollia e dasmës sime (1978.)
- Gjeneral gramafoni (1978.)
- Koncert në vitin 1936 (1978.)
- Dimri i fundit (1976.)
- Pylli i lirisë (1976.)
- Tokë e përgjakur (1976.)
- Vitet e para (1965.)